# Orăștie
Orăștie (veraltet Oroșteiu; deutsch Broos oder Brosz, siebenbürgisch-sächsisch Brooss, ungarisch Szászváros, lateinisch Saxopolis) ist eine Kleinstadt im Kreis Hunedoara in der historischen und geografischen Region Siebenbürgen in Rumänien.

## Geographische Lage

Lage von Orăștie im Kreis Hunedoara

Die Kleinstadt Orăștie liegt im Süden des Siebenbürgischen Beckens, etwa 4 Kilometer südlich des Flusses Mureș (Mieresch), nördlich vom Șureanu-Gebirge (Mühlbacher Gebirge) im sogenannten Unterwald. An der Mündung des Sibișel in den Orăștie – ein linker Zufluss des Mureș –, der Europastraße 68 und der Bahnstrecke Arad–Alba Iulia, befindet sich die Stadt etwa 30 Kilometer östlich von der Kreishauptstadt Deva (Diemrich) entfernt.

## Geschichte

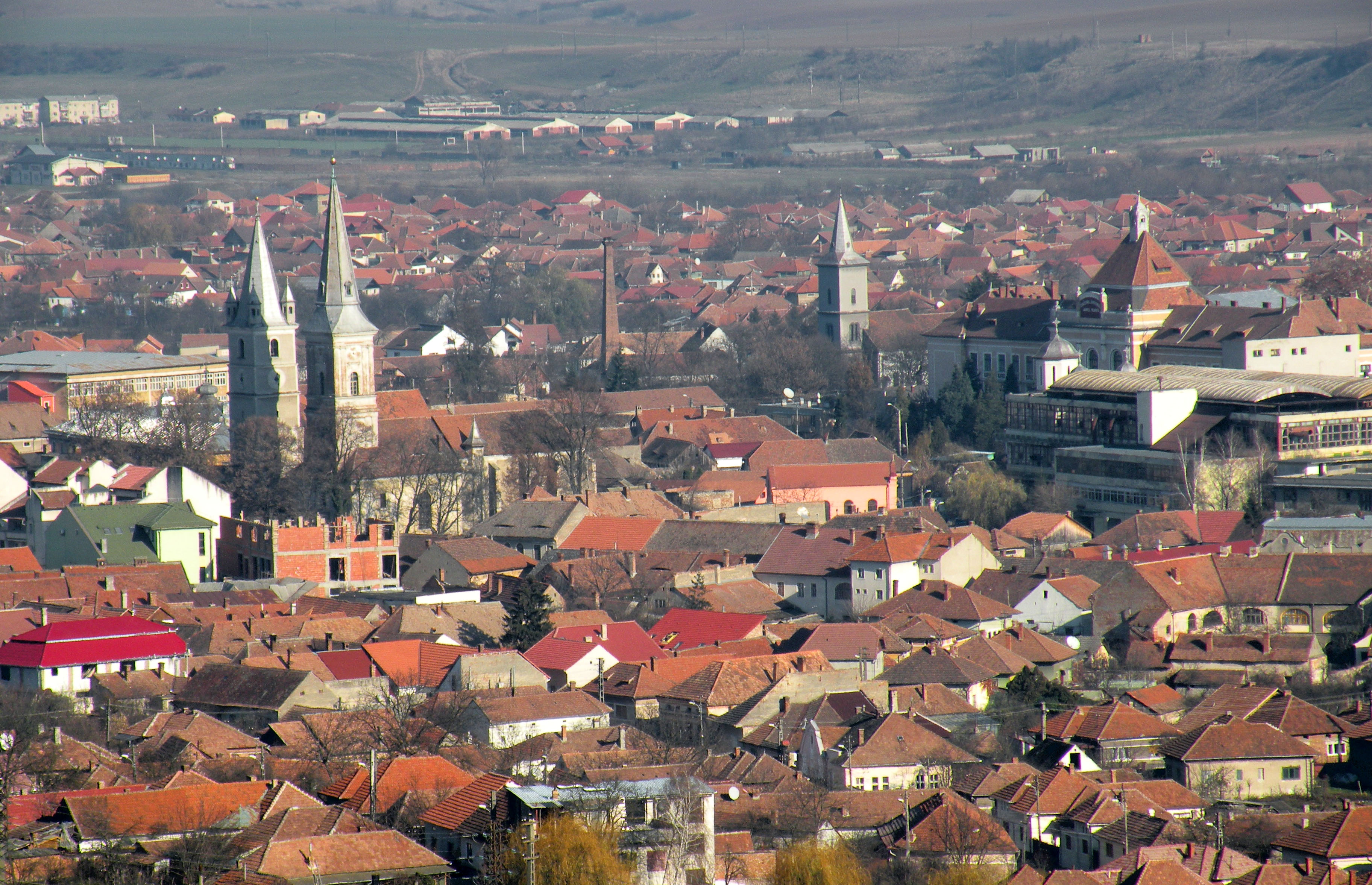
Blick auf Orăștie

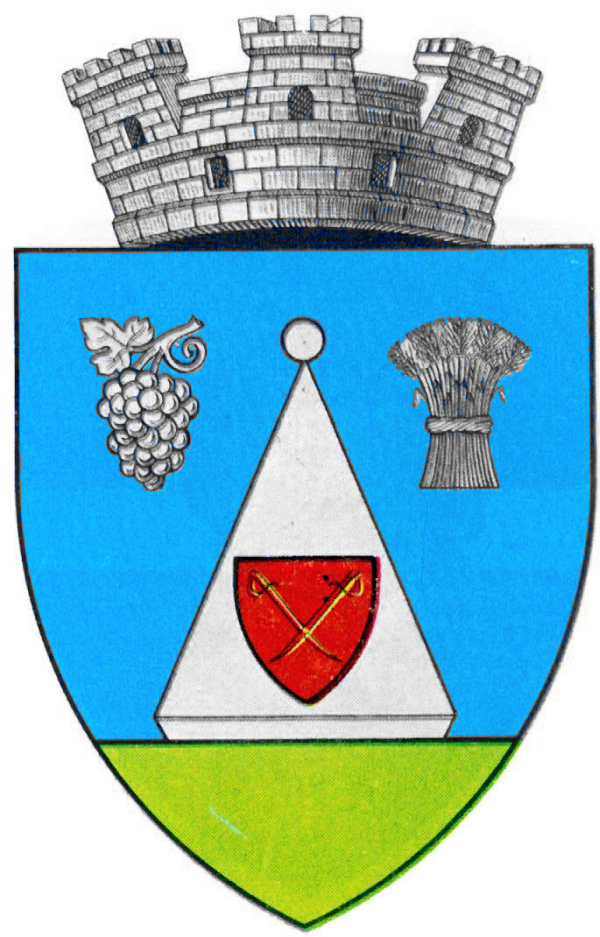
Wappen von Orăștie in der Zwischenkriegszeit

Bereits in antiker Zeit war die Gegend um Orăștie ein Zentrum der dakischen Urbevölkerung des Karpatenbogens. Im Jahr 1999 wurden sechs befestigte Anlagen der Daker, unter anderem die alte Daker-Hauptstadt Sarmizegetusa Regia, in den Bergen Orășties von der UNESCO zum Weltkulturerbe ernannt.
Wenn auch vermutlich einige Jahrzehnte früher gegründet, so wurde die Stadt erstmals im Jahre 1224 im Goldenen Freibrief (Andreanum) des ungarischen Königs Andreas II. erwähnt, damals noch unter dem Namen Waras. In der Urkunde wird der Ort als westlichste Grenzstadt des Königsbodens bezeichnet, also des Territoriums, das die Ungarische Krone den später als Siebenbürger Sachsen bezeichneten, deutschen Kolonisten Siebenbürgens exklusiv zugesprochen hatte. Diese Grenzlage hat dafür gesorgt, dass unter den Siebenbürger Sachsen die Bezeichnung von Broos bis Draas sprichwörtlich das gesamte siebenbürgisch-sächsische Siedlungsgebiet bezeichnet (wobei Draas die, ebenfalls im Andreanum erwähnte, östlichste Ortschaft meint). Orăștie war im Hochmittelalter der Hauptort einer der historischen Sieben Stühle des Königsbodens und, wie die meisten siebenbürgisch-sächsischen Städte, ein Handels- und Handwerkerzentrum, vor allem der Schmiede- und der Kürschnerzunft. Die siebenbürgisch-sächsische Stadtgründung wird heute noch durch die ungarische (und der daraus abgeleiteten lateinischen) Ortsbezeichnung bezeugt, welche übersetzt Sachsenstadt bedeutet (ung. Szászváros und lat. Saxopolis).
Im Verlauf des 15. Jahrhunderts gerieten die Ortschaft und das gesamte Gebiet des Brooser Stuhls zunehmend durch die Auswirkungen der ungarischen Türkenkriege in Bedrängnis und die Stadt wurde mehrfach geplündert. In Reaktion darauf wurde, wie auch andernorts in Siebenbürgen, der Kirchhof mit Wehrmauern umgeben und die Kirche damit zu einer Kirchenburg erweitert. Unweit vom Ort, bei Unterbrodsdorf (rumänisch Șibot, Kreis Alba), fand am 13. Oktober 1479 am Ufer des Mureș die Schlacht auf dem Brodfeld statt, eine der wenigen Erfolge des ungarischen Abwehrkampfes gegen die Osmanen. Im Zuge der Plünderungen während der Türkenkriege, ging die ursprünglich sächsische Bevölkerung von Broos sowie der umliegenden Dörfer in der zweiten Hälfte des 15. Jahrhunderts drastisch zurück, worauf die Obrigkeit des Brooser Stuhls zunehmend auch Rumänen und Ungarn die Ansiedlung auf den leeren Hofstellen sowie in der Stadt erlaubte. Dadurch wurde Broos auch ein geistlich und kulturell wichtiger Ort für die auf dem Königsboden frei lebenden Rumänen, wovon u. a. die Tatsache Zeugnis ablegt, dass hier 1582 die Palia (Palia de la Orăștie) – die erste rumänische Übersetzung des Alten Testaments – von Șerban Coresi gedruckt wurde. Den wachsenden ungarischen Einfluss bezeugt u. a., dass im Jahre 1663 Fürst Michael Apafi eine reformierte Schule errichten ließ; diese wurde 1910 das Gymnasium des Ortes.
Die protestantische Reformation fand auch in Orăștie regen Zulauf. Allerdings sorgte die veränderte ethnische Zusammensetzung der Stadt dafür, dass sich nicht die von den Siebenbürger Sachsen preferierte lutherische Richtung der Reformationsbewegung, sondern der von den Ungarn bevorzugte Calvinismus durchsetzte. Die mittelalterliche Kirche im Stadtzentrum wurde in ein reformiertes Gotteshaus umgewandelt und ist dies bis heute geblieben. Die deutschsprachige lutherische Gemeinde genoss lediglich ein Mitnutzungsrecht, was in den nachfolgenden Jahren und Jahrzehnten zu vereinzelten Spannungen zwischen den Konfessionen führte. Erst 1820 begannen im Innenhof der Kirchenburg die Bauarbeiten an einem Evangelischen Kirchengebäude, das seither mit nur wenigen Meter Distanz direkt neben der Reformierten Kirche steht.
Die zunehmende Emanzipation der rumänischen Bevölkerung Siebenbürgens schlug sich ab dem 18. Jahrhundert zunehmend auch im Stadtbild von Orăștie nieder. So wurde in der zweiten Hälfte des 18. Jahrhunderts die orthodoxe Kirche Adormierea Maicii Domnului (Mariä-Himmelfahrt-Kirche) errichtet, die das älteste orthodoxe Gotteshaus der Stadt darstellt. Die veränderten Machtverhältnisse nach dem Ersten Weltkrieg, nach welchem Siebenbürgen ein Teil des Königreichs Rumänien wurde, zeigt der in der Zwischenkriegszeit begonnene Bau der orthodoxen Kathedrale im Stadtzentrum.
Seit der Rumänischen Revolution von 1989 ist die Zahl der Bewohner von Orăștie beständig rückläufig. Die siebenbürgisch-sächsische Bevölkerung verließ bereits im Zuge des Freikaufs von Rumäniendeutschen durch die Bundesrepublik ab den 1970er Jahren verstärkt die Ortschaft, so dass die deutschsprachige Gemeinschaft bis in die Gegenwart auf wenige Familien zusammengeschrumpft ist. Doch auch viele Rumänen verlassen heutzutage verstärkt Orăștie, um in größeren Städten Rumäniens oder im westlichen Ausland zu studieren oder zu arbeiten.

## Wappen
Das Wappen von Orăștie ist dreigeteilt und zeigt im oberen Teil zwei Flügel, die als Symbol für Fortschritt aber auch für die, durch den Luftfahrtpionier Aurel Vlaicu, der aus der näheren Region stammt und in Orăștie seinen Schulabschluss machte, begründete Luftfahrttradition stehen soll. Die rechte Seite enthält die Abbildung eines Buches mit dem Titel Palia und nimmt damit Bezug auf die 1582 gedruckten Palia de la Orăștie – die erste Ausgabe des Alten Testaments in rumänischer Sprache – die hohen kulturellen Wert besitzt. Die Abbildung auf der linken Seite schließlich ist das älteste Element des Stadtwappens und findet sich schon im mittelalterlichen Wappen der Ortschaft. Es stellt einen pyramidenförmigen Grenzstein dar, der auf die Funktion der Stadt als westliche Grenze des Königsbodens hinweist. Die beiden gekreuzten Schwerter auf blauem Schild deuten auf die Legende hin, dass die Anführer der Siebenbürger Sachsen auf zwei gekreuzt in den Boden gestoßene Schwerter einen Schwur ablegten, ihre Freiheiten und Privilegien auf ewig zu verteidigen. Dieser Schwur soll auf dem Gebiet des heutigen Hermannstadt stattgefunden haben, weswegen Hermannstadt ebenfalls die beiden gekreuzten Schwerter im Wappen führt. Danach seien die Schwerter jedoch an die östlichste und westlichste Grenze des sächsischen Territoriums, also nach Broos und Draas, gebracht worden, wo sich ihre Spur verliert. Das Brooser Schwert soll der Überlieferung nach während der Türkenkriege verloren gegangen sein, die Schwerter im Wappenschild blieben bis heute.

## Bevölkerung
Die Bevölkerung von Orăștie entwickelte sich wie folgt:
| 1850 | 3.961  | 1.904  | 823   | 1.026 | 208              |
| 1900 | 6.934  | 3.619  | 1.884 | 1.321 | 110              |
| 1941 | 9.751  | 7.995  | 682   | 807   | 267              |
| 1977 | 17.845 | 16.670 | 647   | 399   | 129              |
| 1992 | 24.174 | 22.548 | 632   | 235   | 759              |
| 2002 | 21.213 | 19.697 | 523   | 104   | 889              |
| 2011 | 18.227 | 15.781 | 279   | 66    | 2.101            |
| 2021 | 16.825 | 13.599 | 207   | 36    | 2.983 (874 Roma) |

Die höchste Einwohnerzahl und gleichzeitig die größte Zahl der ethnischen Rumänen seit 1850 wurde in Orăștie 1992 ermittelt. Die höchste Bevölkerungszahl der Deutschen (1.467) wurde 1880 und die der Roma (988) 2011 registriert. 1900 und 1910 bekannten sich 80 bzw. 78 Einwohner als Tschechen. Bei fast jeder Volkszählung wurden auch Serben (höchste Einwohnerzahl 17 im Jahr 1930), Ukrainer (höchste Einwohnerzahl 10 im Jahr 1992) und auch Slowaken (höchste Einwohnerzahl 40 im Jahr 1930) registriert.

## Sehenswürdigkeiten
- Die Kirchenburg von Broos, Ende des 14. Anfang des 15. Jahrhunderts errichtet, steht unter Denkmalschutz.[8] Umschlossen von der Wehrmauer, an der noch die Ruinen einiger Wehrtürme erhalten sind, stehen folgende Sakralbauten, bzw. die Überreste dieser:

- Die Ruinen einer alten romanischen Rundkirche aus dem 13. Jahrhundert, die erst im Zuge von Ausgrabungen in den 1990er Jahren freigelegt wurden und wohl das älteste Gotteshaus der Stadt darstellen.
- Die reformierte Kirche – eine ehemalige romanische Basilika –, im 14. Jahrhundert errichtet, wurde im 16. Jahrhundert in gotischem Stil umgebaut. Im 19. Jahrhundert wurde das Kirchenschiff in klassizistischem Stil erneuert, wobei der mittelalterliche Chorraum erhalten blieb. Nach dem Einsturz des alten Kirchturms (1839), wurde von 1840 bis 1843 ein neuer errichtet.
- Von 1820 bis 1823 die neue evangelische Kirche direkt neben der reformierten Kirche errichtet. Nach dem Einsturz des alten Kirchturms 1839, den beide Gemeinden noch gemeinsam genutzt hatten, wurde zwischen 1839 und 1842 ein neuer Turm an die Westseite der Kirche angebaut.

- Die Synagoge, im 18. Jahrhundert errichtet, steht unter Denkmalschutz.[8]
- Die Ruine der 1810 durch einen Brand zerstörten rumänisch griechisch-katholischen Kirche, im 18. Jahrhundert errichtet, steht unter Denkmalschutz.[8] 1935 errichtete die griechisch-katholische Kirchengemeinde eine neue Kirche, musste diese aber nach Untersagen der Ausübung ihren Glaubens durch das kommunistische Regime Rumäniens an die orthodoxe Kirchengemeinde abgeben. Ende 2000 begann die Kirchengemeinde erneut mit einem Bau einer Kirche, die 2008 fertiggestellt wurde.[10]
- Das Kirchengebäude der römisch-katholischen Gemeinde gehört zu einem ehemaligen Franziskanerkloster, im 13. Jahrhundert errichtet, wurde in der Türkenzeit und auch durch einen Brand zerstört,[11] im 18. Jahrhundert erneut aufgebaut und steht unter Denkmalschutz.[8]
- Die orthodoxe Kirche Adormirea Maicii Domnului (Mariä-Himmelfahrt-Kirche),[12] im 18. Jahrhundert errichtet, steht unter Denkmalschutz.[8]
- Die orthodoxe Kathedrale Sf. Arhangheli Mihail şi Gavriil (Erzengel Michael und Gabriel-Kathedrale),[13] mit eindrucksvollen Freskomalereien, wurde in der Zwischenkriegszeit (ab 1936) errichtet und am 2. September 1945 eingeweiht.[14]
- Das Museum der Stadt, 1952 eröffnet, 1999 neu gestaltet, enthält zahlreiche archäologische Funde der Region.[14]
- Im Zentrum des Ortes die Statue von Burebista, König der Daker.

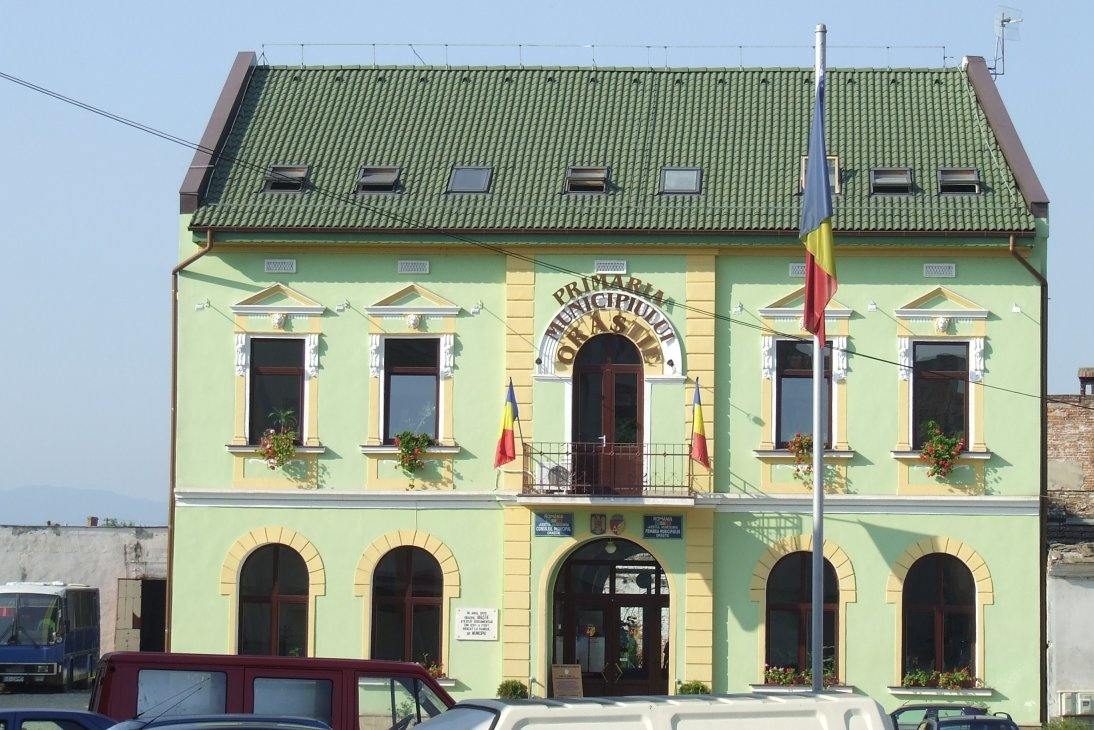
Rathaus
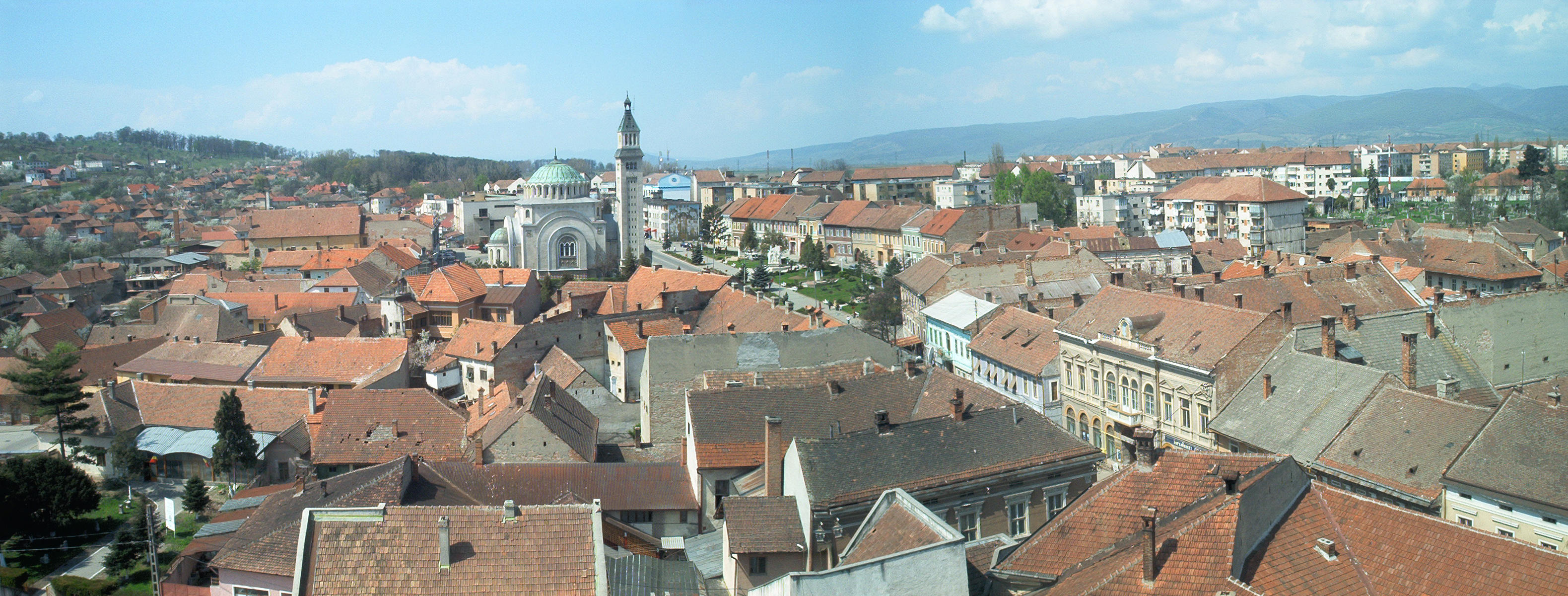
Blick auf die Stadt
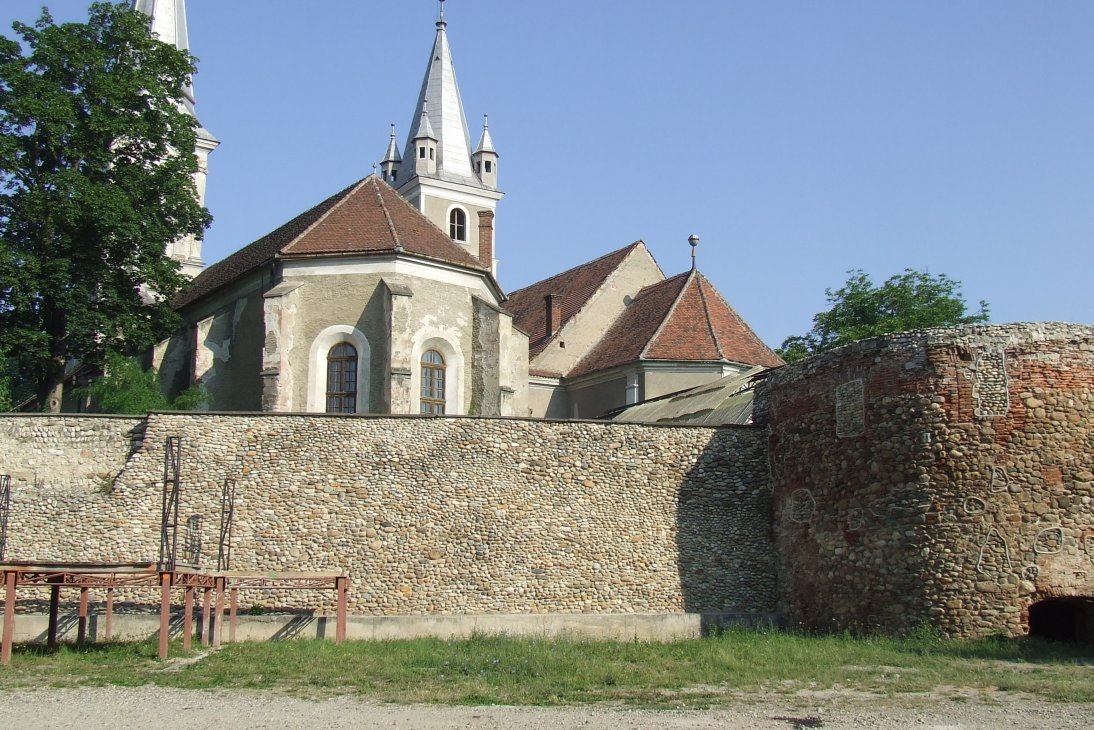
Die evangelische und die reformierte Kirche
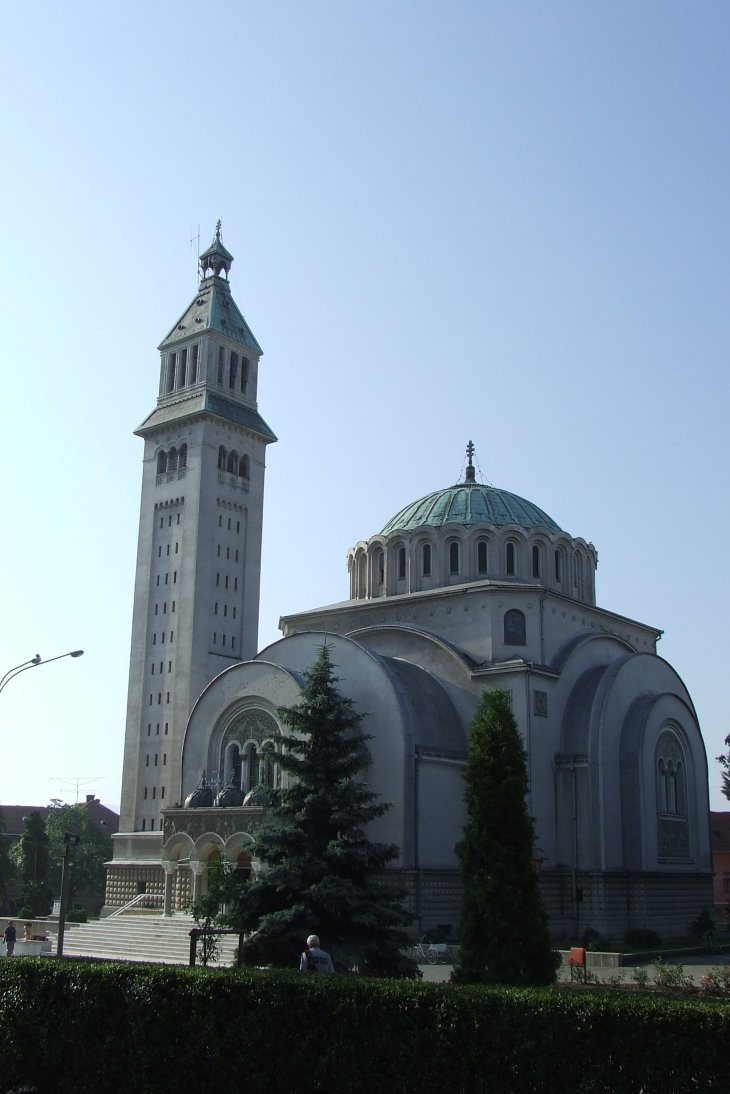
Die orthodoxe Kathedrale
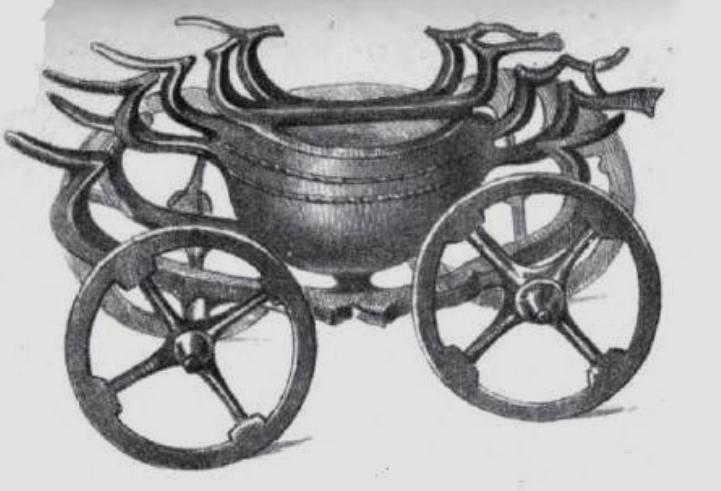
Kesselwagen von Orăștie

## Persönlichkeiten
- Nicolaus Olahus (1493–1568), Sohn von Stephan Olahus, dem Stadtrichter von Broos[15] – verbrachte hier seine Kindheit. Der Humanist schrieb das historisch-ethnographische Werk „Hungaria“[16]
- Daniel Joseph Leonhard (1786–1853), Naturforscher, Geograph, Schulmann, Pfarrer (in Hermannstadt geboren, in Broos gestorben)[17]
- Albert Amlacher[18] (1847–1939), evangelischer Theologe, Historiker und Schriftsteller[16]
- Helene Birnbacher (1859–1923), Porträtmalerin
- Carl Henning (1860–1917), Arzt, Erfinder der elastischen Henning–Prothese (Gesichtsprothese) und Lyriker
- Alois Lode (1866–1950), Professor für Hygiene in Innsbruck, 1910/11 Rektor der Universität[19]
- Aurel Vlaicu (1882–1913), Luftfahrtpionier, besuchte in Orăștie das Gymnasium
- András Szőllősy (1921–2007), Komponist und Musikwissenschaftler
- Bruno Roschnafsky (* 1970), Basketballtrainer und ehemaliger -spieler

## Städtepartnerschaften
Angaben der offiziellen Homepage von Orăștie:
- Rahat in Israel, seit dem 16. Juli 1997
- Criuleni in der Republik Moldau, seit Oktober 1998
- Fenouillet in Frankreich, seit dem 22. Oktober 1999
- Helmstedt in Deutschland, seit dem (nach unterschiedlichen Angaben) 17.[20] oder 24.[21] Juni 2002
- Sliedrecht in den Niederlanden, seit dem 28. Mai 2003
- Gerasa in Jordanien, seit dem 1. September 2008